# Promachus metoxus
Promachus metoxus là một loài ruồi trong họ Asilidae. Promachus metoxus được Oldroyd miêu tả năm 1939. Loài này phân bố ở vùng nhiệt đới châu Phi.